# Live 2022
Live 2022 è il secondo album dal vivo del gruppo musicale norvegese Leprous, pubblicato il 5 maggio 2023 dalla Inside Out Music.

## Descrizione
Originariamente pubblicato il 3 febbraio come contenuto bonus della Tour Edition del settimo album Aphelion, il disco è stato distribuito unicamente nel formato vinile e si compone dei sei brani registrati dal vivo nel corso del 2022. Il lato A presenta quattro brani tratti dall'esibizione tenuta dl gruppo presso il Motocultor Festival in Francia, mentre i due brani che compongono il lato B provengono dal concerto svoltosi a Berlino in occasione della tournée celebrativa dei loro vent'anni di carriera.

## Tracce
Lato A
1. Out of Here (Live at Motocultor 2022) – 4:22 (Einar Solberg)
2. From the Flame (Live at Motocultor 2022) – 4:01 (testo: Tor Oddmund Suhrke – musica: Einar Solberg, Tor Oddmund Suhrke)
3. Below (Live at Motocultor 2022) – 6:04 (Einar Solberg)
4. The Price (Live at Motocultor 2022) – 5:36 (testo: Tor Oddmund Suhrke – musica: Einar Solberg, Baard Kolstad)

Lato B
1. Nighttime Disguise (Live in Berlin 2022) – 7:39 (testo: Einar Solberg – musica: Leprous)
2. The Sky Is Red (Live in Berlin 2022) – 12:22 (Einar Solberg)

## Formazione
Hanno partecipato alle registrazioni, secondo le note di copertina:
Gruppo
- Einar Solberg – voce, tastiera (eccetto traccia 3)
- Tor Oddmund Suhrke – chitarra, cori, tastiera (tracce 1 e 3)
- Robin Ognedal – chitarra, cori, tastiera (traccia 3)
- Simen Børven – basso, cori
- Baard Kolstad – batteria

Altri musicisti
- Tobias Ørnes Andersen – batteria aggiuntiva (traccia 6)

Produzione
- Chris Edrich – registrazione, missaggio
- Pierrick Noel – mastering